# Tatsuya Yamashita
Tatsuya Yamashita (jap. 山下 達也 Yamashita Tatsuya; ur. 7 listopada 1987) – japoński piłkarz występujący na pozycji obrońcy. Obecnie występuje w Cerezo Osaka.

## Kariera klubowa
Od 2006 roku występował w klubach Cerezo Osaka i Consadole Sapporo.